# La Huevera
La Huevera är en ort i Mexiko.   Den ligger i kommunen Mazamitla och delstaten Jalisco, i den centrala delen av landet, 400 km väster om huvudstaden Mexico City. La Huevera ligger 1 883 meter över havet och antalet invånare är 295.
Terrängen runt La Huevera är kuperad. Runt La Huevera är det ganska glesbefolkat, med 31 invånare per kvadratkilometer. Närmaste större samhälle är Mazamitla, 10,8 km öster om La Huevera. I omgivningarna runt La Huevera växer huvudsakligen savannskog.